# Konrad Königsberger

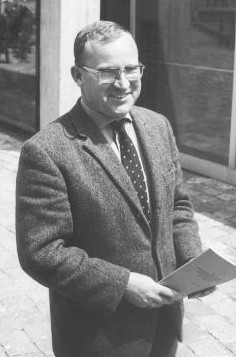
Konrad Königsberger

Konrad Königsberger (* 22. Februar 1936 in Deggenau; † 4. Oktober 2005 in Landshut) war ein deutscher Mathematiker. Er forschte und lehrte an der Universität Würzburg und an der TU München und verfasste eine zweibändige Einführung in die Analysis.

## Leben
Königsberger studierte von 1954 bis 1960 an der Ludwig-Maximilians-Universität München Mathematik und Physik und wurde 1960 bei Karl Stein promoviert. Danach war er Assistent an der LMU München und bei Hans Grauert in Göttingen. Von 1965 bis 1968 arbeitete er als Stipendiat der Deutschen Forschungsgemeinschaft an der Universität Moskau.
1969 habilitierte sich Königsberger an der LMU, wo er 1970 auch zum Wissenschaftlichen Rat ernannt wurde. Drei Jahre später erhielt er eine ordentliche Professur an der Universität Würzburg. 1975 übernahm er als Nachfolger Klaus Samelsons den Lehrstuhl für Analysis an der TU München, den er bis zu seiner Emeritierung 2002 innehatte. Während dieser Zeit widmete sich Königsberger, der von 1988 bis 1990 den Instituten für Mathematik und Informatik als Dekan vorstand, vor allem der Verbesserung der Lehre der Analysis in den ersten vier Semestern.
Im Rahmen dieser Bemühungen entstand Königsbergers wohl bekanntestes Werk, eine zweibändige Einführung in die Analysis, an deren Verbesserung er bis zuletzt arbeitete.

## Schriften
- Thetafunktionen und multiplikative automorphe Funktionen zu vorgegebenen Divisoren in komplexen Räumen. In: Mathematische Annalen. Band 148, 1962, S. 147–172.
- Eine Formel für die höheren Homotopiegruppen gewisser 2-dimensionaler komplexer Räume. In: Nachrichten der Akademie der Wissenschaften in Göttingen. Band 4, 1965, S. 42–45.
- Über die Holomorphie-Vollständigkeit lokal trivialer Faserräume. In: Mathematische Annalen. Band 189, 1970, S. 178–194.
- Automorphiesummanden und Cousin-Probleme auf Faserräumen. In: Manuscripta Mathematica. Band 8, 1983, S. 93–109.
- Analysis 1. 6. Auflage. Springer, Berlin 2004.
- Analysis 2. 5. Auflage. Springer, Berlin 2004.